# Luis de la Fuente Castillo
Luis de la Fuente Castillo (Haro, 1961. június 21.–) spanyol korosztályos válogatott labdarúgó, edző. Edzői pályafutásának nagy részét a spanyol labdarúgó-szövetségnél töltötte, a különböző utánpótlás válogatottak edzőjeként. 2022 óta a felnőtt válogatott szövetségi kapitánya.

## Sikerei, díjai

### Játékosként
- Athletic Bilbao
  - Spanyol bajnok: 1982-1983, 1983-84
  - Spanyol kupa: 1983-84
  - Spanyol szuperkupa: 1984

### Edzőként
- Spanyolország U19
  - U19-es labdarúgó-Európa-bajnokság: 2015

## Külső hivatkozások
- Transfermarkt játékos profil
- Transfermarkt edzői profil
- A szemüveges, kopasz férfi megtanítja kesztyűbe dudálni Európa futballprofesszorait – Index.hu, 2024. július 2.